# Romain Hillotte
Romain Hillotte (Mont-de-Marsan, 13 aprile 1991) è un cestista francese.